# Marshlink Line
| British Rail Class 171 im Bahnhof Rye |                      |                                        |                                        |
| |                      |                                        |                                        |
| Streckenlänge: | 42,27 km             |                                        |                                        |
| Spurweite: | 1435 mm (Normalspur) |                                        |                                        |
| Stromsystem: | 750 V =              |                                        |                                        |
| Streckengeschwindigkeit: | 97 km/h              |                                        |                                        |
| Zweigleisigkeit: | teilweise            |                                        |                                        |
| |                      |                                        |                                        |
| \| \| \| East Coastway Line aus Brighton \| \| \| \| Hastings \| \| \| \| Mount Pleasant \| \| \| \| Ore \| \| \| \| Abstellanlagen Ore \| \| \| \| Three Oaks \| \| \| \| Doleham \| \| \| \| Snailham \| \| \| \| Brede \| \| \| \| Winchelsea \| \| \| \| Tillingham \| \| \| \| Rye \| \| \| \| Rother \| \| \| \| Anschlussgleis Dungeness Power Station \| \| \| \| Appledore \| \| \| \| Royal Military Canal \| \| \| \| Hamstreet \| \| \| \| South Eastern Main Line aus Kent Coast \| \| \| \| High Speed 1 aus Folkestone Terminal \| \| \| \| aus Ramsgate \| \| \| \| Ashford International \| \| \| \| nach London Victoria \| \| \| \| HS1 nach London St. Pancras \| \| \| \| SEML nach London Charing Cross \| |                      |                                        |                                        |
| Strecke |                      | East Coastway Line aus Brighton        | East Coastway Line aus Brighton        |
| Bahnhof |                      | Hastings                               | Hastings                               |
| Tunnel |                      | Mount Pleasant                         | Mount Pleasant                         |
| Bahnhof |                      | Ore                                    | Ore                                    |
| Abzweig geradeaus und nach links · Betriebs-/Güterbahnhof Streckenende und quer |                      | Abstellanlagen Ore                     | Abstellanlagen Ore                     |
| Haltepunkt / Haltestelle |                      | Three Oaks                             | Three Oaks                             |
| Haltepunkt / Haltestelle |                      | Doleham                                | Doleham                                |
| ehemaliger Haltepunkt / Haltestelle |                      | Snailham                               | Snailham                               |
| Brücke über Wasserlauf |                      | Brede                                  | Brede                                  |
| Haltepunkt / Haltestelle |                      | Winchelsea                             | Winchelsea                             |
| Brücke über Wasserlauf |                      | Tillingham                             | Tillingham                             |
| Bahnhof |                      | Rye                                    | Rye                                    |
| Brücke über Wasserlauf |                      | Rother                                 | Rother                                 |
| Abzweig geradeaus und nach rechts |                      | Anschlussgleis Dungeness Power Station | Anschlussgleis Dungeness Power Station |
| Bahnhof |                      | Appledore                              | Appledore                              |
| Brücke über Wasserlauf |                      | Royal Military Canal                   | Royal Military Canal                   |
| Haltepunkt / Haltestelle |                      | Hamstreet                              | Hamstreet                              |
| Abzweig geradeaus und von links |                      | South Eastern Main Line aus Kent Coast | South Eastern Main Line aus Kent Coast |
| Abzweig geradeaus und von links |                      | High Speed 1 aus Folkestone Terminal   | High Speed 1 aus Folkestone Terminal   |
| Abzweig geradeaus und von links |                      | aus Ramsgate                           | aus Ramsgate                           |
| Bahnhof |                      | Ashford International                  | Ashford International                  |
| Abzweig geradeaus und nach rechts |                      | nach London Victoria                   | nach London Victoria                   |
| Abzweig geradeaus und nach rechts |                      | HS1 nach London St. Pancras            | HS1 nach London St. Pancras            |
| Strecke |                      | SEML nach London Charing Cross         | SEML nach London Charing Cross         |

Die Marshlink Line ist eine Eisenbahnstrecke in Südostengland und führt von Hastings nach Ashford der Küste entlang. Sie ist die östliche Fortsetzung der East Coastway Line und bildet mit ihr die Verbindung zwischen der Brighton Main Line und der South Eastern Main Line.

## Geschichte
Der Bau der Strecke war Plan der Brighton, Lewes and Hastings Railway, gebaut wurde sie jedoch von der South Eastern Railway, welche mit der benachbarten London, Brighton and South Coast Railway eine Rivalität um die Strecke ausübte. Dem Verkehr wurde sie am 13. Februar 1871 übergeben.
1963 wurde die Einstellung des Verkehrs geprüft, 1979 zwischen Appledore und Ore auf ein Gleis zurückgebaut, wobei in Rye eine Ausweiche eingebaut wurde. Elektrifiziert wurde 1935 nur der Abschnitt zwischen Ore und Hastings samt der weiterführenden Hastings Line nach London.

## Betrieb
Der durchgehende Personenverkehr mit Halt an allen Station zwischen Hastings und Ashford wurde 2005 eingestellt. Es verkehren nur Züge, welche westwärts ihre Fortsetzung auf der East Coastway Line finden. Alle Halte außer Hamstreet, Rye und Appledore werden nur unregelmäßig bedient. 
- Ore–Hastings–Eastbourne–Brighton (stündlich)
- Ashford International–Hamstreet–Appledore–Rye–Hastings–Eastbourne–Brighton (stündlich).

Der operative Betrieb obliegt der Southern.

## Zukunft
Es bestehen Pläne für den Ausbau der Strecke für Southeastern-Hochgeschwindigkeitszüge, welche zunächst ab London St. Pancras über die High Speed 1 bis Ashford International und dann über die Marshlink Line nach Hastings und weiter bis Bexhill oder Eastbourne. Für dieses Vorhaben wäre auch eine Elektrifizierung notwendig.